# 栃木県済生会宇都宮病院
栃木県済生会宇都宮病院（とちぎけんさいせいかいうつのみやびょういん）は、栃木県宇都宮市竹林町に所在し、恩賜財団済生会栃木県支部が運営する病院。慶應義塾大学病院の関連病院の一つ。1981年より栃木県救命救急センターを受託運営している。

## 歴史
- 1942年（昭和17年）　恩師財団済生会宇都宮病院仮診療所開設
- 1944年（昭和19年）　済生会宇都宮病院開設（宇都宮市中央本町／現・宇都宮中央郵便局所在地）
- 1945年（昭和20年）7月　戦災での病院焼失
- 1945年（昭和20年）8月　仮病院の開設　診療を開始する
- 1946年（昭和21年）9月　新築中の本館の一部に移転
- 1948年（昭和23年）　本館竣工（病床数42床）
- 1949年（昭和24年）　新館病棟増築工事竣工（病床数135床）
- 1951年（昭和26年）　乳児院開設
- 1952年（昭和27年）　准看護婦養成所開設
- 1957年（昭和32年）　総合病院の指定(病床数224床)
- 1965年（昭和40年）　南館新築工事竣工
- 1967年（昭和42年）　北館新築工事竣工(本館・新館取壊し)(病床数360床)
- 1967年（昭和42年）　特別養護老人ホーム「とちの木荘」開設
- 1972年（昭和47年）　管理棟(南館4階)増築工事竣工
- 1981年（昭和56年）　県救命救急センター新築工事竣工(病床数532床)
- 1984年（昭和59年）　北館1階病棟開設(病床数544床)
- 1981年（昭和56年）　栃木県救命救急センター竣工（病院隣接地・旧宇都宮商工会議所跡地）
- 1981年（昭和56年）　第2代院長に宮崎柏　就任
- 1992年（平成4年）　第3代院長に梅園明　就任
- 1993年（平成5年）　栃木県知事より新病院開設許可、建築工事着工
- 1996年（平成8年）5月　現在地に新病院開設
- 2005年（平成17年）　北館開設
- 2008年（平成20年）　バースセンター開院

## 外来診療科
- 内科
- 神経内科
- 呼吸器内科
- 消化器内科
- 循環器内科
- 血液・リウマチ科
- 糖尿病・内分泌内科
- 腎臓内科
- 化学療法内科
- 小児科
- 外科
- 消化器外科
- 呼吸器外科
- 整形外科
- 形成外科
- 脳神経外科
- 心臓血管外科
- 耳鼻咽喉科
- 産婦人科
- 眼科
- 皮膚科
- 泌尿器科
- 精神科
- 放射線科
- 麻酔科
- リハビリテーション科
- 救急・集中治療科
- 臨床検査科
- 病理診断科
- 歯科

## 病床数
- 644床

ICU/CCU
18床
小児ICU
18床
緩和ケア病棟
20床
特別病棟
10床
バースセンター
4床
手術室
13室

## 付帯診療施設
- 栃木県救命救急センター
- 脳循環器センター
- 消化器センター
- 腎センター
- 内視鏡センター
- 輸血センター
- リハビリテーションセンター
- 健診センター
- 栃木県予防接種センター
- 母子医療センター

## 特殊病床
- ICU／CCU
- 小児ICU
- 特別病棟
- 緩和ケア病棟

## 診療指定
- 保健医療機関
- 国民健康保険療養取扱機関
- 労災保険指定病院
- 優生保護法指定医
- 生活保護法指定病院
- 更生医療指定病院
- 養育医療指定病院
- 育成医療指定病院
- 救急指定病院
- 交通災害指定病院
- 原子爆弾被爆者一般疾病医療取扱病院
- 優良短期人間ドック施設
- 結核予防法指定病院
- 身体障害者福祉法指定病院
- エイズ治療拠点病院
- 災害拠点病院
- がん診療連携拠点病院

## 救急医療
- 24時間体制
- 栃木県救命救急センター（3次救急医療）
- 病院群輪番制病院（第2次救急医療）

## 教育指定
- 厚生労働省指定臨床研修病院
- 日本内科学会認定内科専門医教育病院
- 日本腎臓学会研修施設
- 日本透析医学会認定制度認定施設
- 日本糖尿病学会認定教育施設
- 日本循環器学会認定循環器専門医研修施設
- 日本消化器内視鏡学会認定専門医研修施設
- 日本呼吸器学会教育認定施設
- 日本呼吸器内視鏡学会認定専門医指導施設
- 日本消化器病学会専門医制度関連施設
- 日本神経学会認定医教育施設
- 日本脳卒中学会認定教育研修施設
- 日本プライマリ・ケア学会認定医研修施設
- 日本救急医学会認定救急科専門医指定施設
- 日本心血管インターベンション学会認定研修施設
- 日本外科学会外科専門医修練施設
- 呼吸器外科専門医認定機構関連施設
- 三学会構成心臓血管外科専門医基幹修練施設
- 日本乳癌学会認定医・専門医研修施設
- 日本小児科学会認定医研修施設
- 日本超音波医学会認定超音波専門医研修施設
- 日本整形外科学会認定医研修施設
- 日本形成外科学会認定医研修施設
- 日本脳神経外科学会専門医訓練施設
- 日本耳鼻咽喉科学会認定専門医研修施設
- 日本産科婦人科学会認定卒後研修指導施設
- 日本周産期・新生児医学会母体・胎児専門医制度指定施設
- 日本眼科学会専門医研修施設
- 日本泌尿器科学会専門医教育施設
- 日本皮膚科学会認定専門医研修施設
- 日本麻酔科学会麻酔科認定病院
- 日本集中治療医学会専門医研修施設
- 日本病理学会認定病理医制度登録施設
- 日本臨床細胞学会認定施設
- 日本がん治療認定医研修施設
- 日本静脈経腸栄養学会NST実地修練認定教育施設
- 日本栄養療法推進協議会NST稼働施設
- 慶應義塾大学医学部関連教育病院
- 北里大学医学部関連教育病院
- 厚生労働省薬剤師実務研修事業における研修生受入施設

## アクセス
- 病院公式サイト参照